# ニコラ・ボーダン

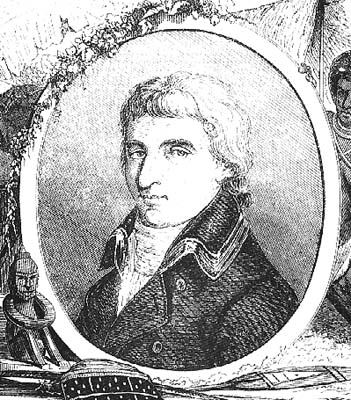
ニコラ・ボーダン

ニコラ・トマ・ボーダン（Nicolas Thomas Baudin、1754年2月17日-1803年9月16日）はフランス出身の探検家。

## 生涯
ラ・ロシェル近くの島、レ島の平民出身。20歳でフランス東インド会社の商船隊に加わる。その後フランス海軍に入り、アメリカ独立戦争ではカリブ海で従軍した。戦後オーストリアの植物学者をインド洋と太平洋に送る船の指揮をとり、その機会に船で植物と動物を生きたまま運ぶ方法を身につけた。
1792年、フランスがオーストリアと開戦すると海軍に復帰しようとしたが果たせなかった。1795年、フランス国立自然史博物館の館長アントワーヌ・ローラン・ド・ジュシューを訪ね、カリブにおける植物採集の航海について提案した。その旅行で彼は多くの珍しい植物、鳥、昆虫のコレクションをフランスへ持ち帰って評判となった。
1800年10月、政府に新たな学術航海の提案を行っていた彼は、オーストラリア沿岸の地図を作成する探検の指揮者に選ばれた。フランソワ・ペロンら9人の動物学者と植物学者レシェノーを含む自然科学者を乗せ、 ジェオグラフ（Le Géographe）号 と ナチュラリスト（Le Naturaliste）号の2隻で出航。1801年5月、オーストラリア南西のルーイン岬に到着して調査を開始した。1802年4月にエンカウンター湾の沿岸の作図をしていたイギリスの航海者マシュー・フリンダースに偶然出会った。その後イギリス植民地シドニーで補給し、その木の材料の名前をとってカジュアリーナ（Casuarina）号と名付けられ新しい船を購入した。彼は標本でいっぱいになったナチュラリスト号を本国に送り返し、タスマニア、ティモールへと旅立った。
彼はその後本国に帰る途中モーリシャスに寄り結核で死んだ。